# Brioni
Brioni (hrvaško Brijuni) so skupina štirinajstih majhnih otokov ob zahodni obali hrvaške Istre.
Od istrskega polotoka jih ločuje 2 km široki Fažanski kanal, v severnem Jadranskem morju. V otočju sta največja otoka Veliki Brion, s površino 5,6 km² in Mali Brion, s površino 1,7 km², ter še dvanajst manjših otokov: (Sveti Marko, Gaz, Obljak, Supin, Galija, Grunj, Vanjski, Pusti Otok (Madona), Vrsar, Sveti Jerolim, Vanga (Krasnica) in Kotež.
Otočje je grajeno iz apnenca, ki ga prekriva debela plast zemlje. Najvišji 55 mnm visoki vrh se nahaja na Velikem Brionu.
Ime Brioni, ki je v uporabi od leta 1421, naj bi bilo povezano s staroilirskim izrazom, s katerim so poimenovali plitvine. 

## Zgodovina
Prvi dokazi o poselitvi segajo v obdobje bronaste dobe, tritisoč let pred našim štetjem. Ilirsko pleme Histri, po katerih se imenuje Istra, je otočje poselilo približno tisočpetsto let kasneje, dokler jih niso pokorili Rimljani. Arheološke raziskave v zalivu Verige na Velikem Brionu so potrdile obstoj t. i. ville rustice. Po propadu rimskega cesarstva so si otoke prilastili Ostrogoti in Bizantinci, leta 1331 pa so prišli pod upravo Benetk, premožne beneške družine so si na otočju uredile prestižne rezidence. Dobrih sto let pozneje sta prebivalce zdesetkali epidemiji malarije in kuge, tako da je bilo otočje do 17. stoletja praktično nenaseljeno. 
V času Avstrijskega cesarstva je dal tedanji viceadmiral Hans Birch Dahlerup v bližnjem Pulju ustanoviti glavno avstrijsko mornariško bazo, s katero je brionsko otočje dobilo nov strateški pomen, saj je predstavljalo naravni obrambni ščit pred morebitnimi napadi z morja, predvsem iz Italije. V tem obdobju so na otočju postavili trdnjave, dve veliki na Malem Brionu in pet manjših na Velikem Brionu. V tistem času so bili glavni prebivalci otočja vojaki in njihovi oskrbovalci.    
Brionsko otočje je leta 1893 kupil avstrijski železarski industrijalec Paul Kupelwieser in dal predvsem na Velikem Brionu zgraditi elitni turistični center, s hoteli, sprehajalnimi potmi, športnimi tereni, konjskimi hlevi in drugo infrastrukturo, vendar je razvoj turizma ob prelomu stoletja prekinil ponoven izbruh malarije. Kupelwieser je na Veliki Brion dal pripeljati znanega slovenskega gozdarskega strokovnjaka Alojza Čufarja, ki je postal upravitelj otočja, za boj proti malariji pa znamenitega zdravnika, mikrobiologa in nobelovega nagrajenca Roberta Kocha. Ta je med svojim dveletnim bivanjem ukazal zasuti vsa jezera, ribnike ter izsušiti močvirja, bolnike pa je zdravil s kininom, tako da je bila leta 1902 epidemija premagana. Leta 1913 je bil hotelski kompleks s preko tristo sobami, sprehajališči, bazenom z ogravano morsko vodo ter igriščem za golf z osemnajstimi luknjami končan, vendar je se je kmalu pričela prva svetovna vojna, ko so se na arhipelag spet vrnili avstrijski vojaki.
Po vojni je celotna Istra z bližnjimi otoki pripadla Italiji, vključno z Brioni, vendar so ti ostali v privatni lasti vse do neslavnega propada Kupelwieserjevega podjetja v letu 1936, nato pa jih je prevzela italijanska država. Med 2. svetovno vojno je otočje prehajalo iz enih rok v druge, italijanski fašisti in nemški okupatorji so otočje precej opustošili, svoje pa so dodali tudi zavezniki z letalskimi bombardiranji proti koncu vojne. 
Po osvoboditvi so jugoslovanske oblasti deloma popravile škodo in obnovile hotele, tedanji predsednik Josip Broz - Tito pa si je na Vangi dal urediti počitniško rezidenco, nekatere objekte so tam zgradili tudi po načrtih znanega slovenskega arhitekta Jožeta Plečnika. Za časa Jugoslavije so bili Brioni (z izjemo Velikega Briona) zaprto vojaško območje, tudi izbrisano iz uradnih jugoslovanskih zemljevidov. Na Brionih je namreč Tito gostil znane politike, operne dive, lovske prijatelje, filmske zvezde, med njimi Elizabeth Taylor, Richarda Burtona, Sophio Loren, Carla Pontija in Gino Lollobrigido ter druge pomembne osebnosti tistega časa, na Velikem Brionu pa je imel safari park z eksotičnimi živalmi. Po razpadu Jugoslavije je rezidenco nasledil hrvaški predsednik Franjo Tuđman, tu je bila med drugim podpisana Brionska deklaracija, resnična prenova pa se je pričela šele v tem tisočletju.

## Brioni danes
Brioni so znani po čudoviti pokrajini, ter so od leta 1983 razglašeni za hrvaški narodni park. Dostop na Veliki Brion je možen s trajektom, ki vozi iz Fažane.